# Тодор Гуганов
Тодор Кръстев Гуганов е български революционер, четник в околийската чета на Вътрешната македоно-одринска революционна организация.

## Биография
Тодор Гуганов е роден през 1868 година в ениджевардарското село Бозец, днес в Гърция. Присъединява се към ВМОРО и действа като легален работник. Участва със селската чета в Илинденското въстание под комадването на Апостол Петков. Взима участие в четири сражения.
След въстанието влиза в околийската чета на Апостол Петков. След това е четник в отделението на Петър Пецанов, което отбранява укрепената колиба Песъкот в Ениджевардарското езеро. Заедно с Петър Стоев от Куфалово и Илия Бугарийски отбраняват позицията в Дълбѝната, участва и в нападението на гръцката база в Ниси. Извършва и терористични акции като убийството на куфаловския бей Реджеп ага и гръцкия учител Яни Пицула. Заточен е една година и половина на остров Родос.
След войните за национално обединение на България се изселва в Равда, където членува в Съюза на македонските братства и в Илинденската организация.
На 23 март 1943 година, като жител на Равда, подава молба за българска народна пенсия, която е одобрена и пенсията е отпусната от Министерския съвет на Царство България.
Умира през 1953 година в Равда.